# Barszów
Barszów (niem. Barschau) – nieistniejąca już wieś w Polsce, która położona była w województwie dolnośląskim, w powiecie polkowickim, w gminie Polkowice.
W latach 1975–1998 miejscowość administracyjnie należała do województwa legnickiego.

## Historia
Miejscowość pod polską nazwą Barszów w książce Krótki rys jeografii Szląska dla nauki początkowej wydanej w Głogówku w 1847 wymienił śląski pisarz Józef Lompa. Zanotował, że we wsi znajdował się „Institut dla panien ewangelickich”. Obecna nazwa została administracyjnie zatwierdzona 12 listopada 1946.
W latach 70. XX w. wieś została wysiedlona i zburzona. Obecnie na jej terenie znajduje się zbiornik poflotacyjny Żelazny Most. Na terenie wsi znajdował się pałac, w którym włoska baletnica Barbera Campanini w 1789 roku założyła konwent dla dziewcząt szlacheckich Fräuleinstift. Fundacja utrzymała się do końca I wojny światowej.
W maju 1939 roku wieś liczyła 154 mieszkańców.
W miejscowości była stacja kolejowa Barszów.